# Eulalia manipurensis
Eulalia manipurensis är en gräsart som beskrevs av Norman Loftus Bor. Eulalia manipurensis ingår i släktet Eulalia och familjen gräs. Inga underarter finns listade i Catalogue of Life.